# 稲垣来泉
稲垣 来泉（いながき くるみ、2011年〈平成23年〉1月5日 - ）は、日本の子役（女優）。研音所属。千葉県出身。
前の事務所に所属していた子役の稲垣芽生は姉。

## 略歴
ディスカバリー・エンターテインメントに所属しモデルとして芸能界にデビュー。その後、クラージュの子供タレント部門であるクラージュキッズへ移籍する。
2019年7月期関西テレビ・フジテレビ系ドラマ『TWO WEEKS』で物語の鍵となる青柳はな役を演じ、注目をあつめる。同年、『スカーレット』で連続テレビ小説に出演。
2020年10月期の関西テレビ・フジテレビ系ドラマ『姉ちゃんの恋人』の第8話・最終話にゲスト出演したのだが、以前同枠で放送された『TWO WEEKS』で、演じたはなが常に持っていた人形を所持していたため、ネット上で話題となった。
2021年5月26日、映画『漁港の肉子ちゃん』の主題歌に起用された名曲「イメージの詩」をカバーし、CDデビュー。
2022年4月11日より放送のNHK連続テレビ小説『ちむどんどん』に出演。『とと姉ちゃん』『スカーレット』に続いて3作目でヒロインの幼少期を演じた。
2022年、『PICU 小児集中治療室』第6話 - 第9話（11月14日 - 12月5日、フジテレビ）にて、心臓病の少年に思いを寄せる少女、藤原優里役を演じた。
2023年、クラージュキッズから研音へ移籍した。
2024年5月号より『nicola』専属モデルのニコモに加わった。

## 人物
- 漫画とアニメとゲームが大好きと語っている[16]。
  - 『プリキュア』、『鬼滅の刃』、『進撃の巨人』、『呪術廻戦』、『怪獣8号』、『推しの子』、『薬屋のひとりごと』、『SPY×FAMILY』、『はたらく細胞』、『怪物事変』、『Dr.STONE』、『ONE PIECE』、『ドラゴンボール』、『星のカービィ』など、興味の幅が広い[要出典]。
- 他にもお菓子と動物が好きと語っており、自身のSNSにはお菓子を作ったり、食べていたりする様子がよく投稿されている。
- 小学校6年生となり吹奏楽部に入部する。担当楽器はユーフォニアム[17]。

## 作品
- イメージの詩（2021年5月26日） - 『漁港の肉子ちゃん』主題歌[9]

## 出演

### テレビドラマ
- ハッピー・リタイアメント（2015年10月18日、テレビ朝日）
- このミステリーがすごい!2015 第3話「冬、来たる」（2015年11月30日、TBS） - 智秋 役
- 連続テレビ小説（NHK総合）
  - とと姉ちゃん（2016年度前期） - 水田たまき 役
  - スカーレット（2019年10月11日 - 11月3日） - 川原百合子（幼少期） 役[18]
  - ちむどんどん（2022年4月11日 - 22日 / 9月30日） - 比嘉暢子（幼少期）/ 青柳未来 役[19]
- ふつうが一番 —作家・藤沢周平 父の一言—（2016年7月4日、TBS） - 小菅展子 役
- 闇金ウシジマくん Season3（2016年7月、毎日放送）
- 砂の塔〜知りすぎた隣人（2016年10月14日 - 12月16日、TBS） - 高野そら 役[20]
- バイプレイヤーズ 〜もしも6人の名脇役がシェアハウスで暮らしたら〜 第7話（2017年2月18日、テレビ東京） - かえで 役
- 警視庁捜査一課9係 season12 第1話（2017年4月12日、テレビ朝日） - 吉本理奈 役[21]
- リバース 第1話（2017年4月14日、TBS）[22]
- 貴族探偵 第5話・第6話（2017年5月15日・22日、フジテレビ） - 桜川弥生（幼少期） 役[23][24]
- 刑事7人 第3シリーズ（2017年7月12日 - 9月13日、テレビ朝日） - 天樹聖 役
- プリズンホテル 第1話（2017年10月7日、BSジャパン） - 田村美加 役[25]
- コウノドリ 第2シリーズ 第9話（2017年12月8日、TBS） - 木田そら 役[26]
- リフレイン（2017年12月18日、フジテレビ、第29回フジテレビヤングシナリオ大賞受賞作品） - 女の子 役[27]
- アンナチュラル 第2話（2018年1月19日、TBS） - 雨宮ミコト（幼少期） 役[28]
- ブラックペアン 第4話・第5話（2018年5月13日・20日、TBS） - 島野小春 役[29][30]
- 警視庁機動捜査隊216 第9作「硝子（ガラス）の絆」（2018年6月18日、TBS） - 小池海 役[31]
- この世界の片隅に（2018年7月15日 - 9月16日、TBS） ‐ 黒村晴美 役[32]
- トレース〜科捜研の男〜 第3話（2019年1月21日、フジテレビ） - 三島唯 役[33]
- ラジエーションハウス〜放射線科の診断レポート〜 第8話（2019年5月27日、フジテレビ） - 魚谷久美 役[34]
- TWO WEEKS（2019年7月16日 - 9月17日、関西テレビ・フジテレビ） - 結城（青柳）はな 役[6]
- リカ 第2部（2019年11月10日 - 30日、東海テレビ・フジテレビ） - 本間亜矢 役[35][36][37][38]
- ひまわりっ! 〜宮崎レジェンド〜（2020年6月1日 - 6月12日、テレビ宮崎） - 林アキコ（幼少期） 役[39]
- 庶務行員・多加賀主水5（2020年9月24日、テレビ朝日） - 飯塚真理菜 役[40]
- 姉ちゃんの恋人 第8話・最終話（2020年12月15日・22日、関西テレビ・フジテレビ） - 女の子 役[8]
- おもひでぽろぽろ（2021年1月9日、NHK BSプレミアム・BS4K） - 岡島タエ子 役[41]
- ウチの娘は、彼氏が出来ない!!（2021年1月13日・27日・3月17日、日本テレビ） - 水無瀬碧（幼少期） 役[42][43][44]
- 桜の塔（2021年4月15日 - 5月13日 第一部、テレビ朝日） - 水樹爽（幼少期） 役[45][46][47][48]
- リコカツ（2021年4月16日・5月7日、TBS） - 水口咲（幼少期） 役[49][50]
- 小吉の女房2 第4話 - 最終話（2021年4月23日 - 5月14日、NHK BSプレミアム・BS4K） - お順 役[51][52][53][54]
- ビッ友×戦士 キラメキパワーズ! 第16話（2021年10月24日、テレビ東京） - 鈴村なお 役[55]
- らせんの迷宮〜DNA科学捜査〜 第4話（2021年11月5日、テレビ東京） - 白石美雪 役[56]
- もしも、イケメンだけの高校があったら 第2話（2022年1月22日、テレビ朝日） - 幸奈 役[57][58]
- 雪国-SNOW COUNTRY-（2022年4月16日、NHK BSプレミアム） - 駒子（9歳）役[59]
- オールドルーキー（2022年6月26日 - 9月4日、TBS） - 新町泉実 役[60]
- PICU 小児集中治療室 第6話 - 第9話（2022年11月14日 - 12月5日、フジテレビ） - 藤原優里 役[61]
- 時をかけるな、恋人たち（2023年10月10日 - 12月19日、関西テレビ・フジテレビ） - 常盤廻（幼少期） 役[62]

- アンサンブル 第2話 - 最終話（2025年1月25日 - 3月22日、日本テレビ） - 宇井咲良 役[63]
- 大河ドラマ べらぼう〜蔦重栄華乃夢噺〜 第7回・第11回（2025年2月16日・3月16日、NHK） - かをり 役[64]
- ダメマネ! -ダメなタレント、マネジメントします-（2025年4月20日 - 、日本テレビ） - 茜 役[65]

### 配信ドラマ
- ドクターY〜外科医・加地秀樹〜2（2017年、Amazon Prime Video、テレ朝動画） - 小夜子 役
- 聖☆おにいさん 第II紀（2019年6月1日、ピッコマTV） - 愛子 役
- アリバイ崩し承ります特別編 時計屋探偵とお祖父さんのアリバイ （2020年3月7日、AbemaTV） - 美谷時乃（小学3年生） 役[66]
- 忍びの家 House of Ninjas（2024年2月15日、Netflix） - 俵凪（蒔田彩珠）の幼少期 役[67][68]
- 【推しの子】（2024年11月28日 - 12月5日、Amazon Prime Video） - 天童寺さりな 役[69]

### 映画
- 疾風ロンド（2016年11月26日、東映） - 女の子 役[70]
- 人魚の眠る家（2018年11月16日、松竹） - 播磨瑞穂 役[71]
- 人間失格 太宰治と3人の女たち（2019年9月13日、東宝、アスミック・エース） - ソノコ 役[72]
- 記憶屋 あなたを忘れない（2020年1月17日、松竹） - 河合真希（幼少期） 役[73][74]
- 糸（2020年8月21日、東宝） - 高橋結 役[75]
- そして、バトンは渡された（2021年10月29日、ワーナー・ブラザース映画） - みぃたん 役[76][77][78]
- 【推しの子】-The Final Act-（2024年12月20日、東映） - 天童寺さりな 役[69]
- 366日（2025年1月10日、松竹 / ソニー・ピクチャーズ エンタテインメント） - 嘉陽田陽葵 役[79][80]
- ブラックショーマン（2025年9月12日公開予定、東宝） - 神尾真世（中学生時代） 役[81]

### 劇場アニメ
- 映画 プリキュアミラクルリープ みんなとの不思議な1日（2020年10月31日、東映） ‐ ミラクルン 役[82]
- 劇場版オトッペ パパ ・ドント・クライ（2021年10月15日、イオンエンターテイメント） - リル 役[83][84]
- 漁港の肉子ちゃん（2021年6月11日、アスミック・エース） - ゼンジの姪 / ペンギンのカンコちゃん 役[85]

### 吹き替え
- ブルー きみは大丈夫（2024年6月14日、東和ピクチャーズ） - ビー 役（ケイリー・フレミング）[86]

### バラエティー
- 痛快TV スカッとジャパン（フジテレビ）
  - 「ムカっとモンスター〜歯医者篇〜」（2017年2月6日） - 五十嵐心菜 役[87]
  - 「小銭サービス悪用母ちゃん」（2017年10月30日） - 奈緒 役[88]
  - 「店員神対応スカッと」（2018年3月26日） - 二宮穂香 役[89]
  - 「店員神対応スカッと」（2018年12月17日） - 伊勢萌香 役[90]
  - 「ファミリースカッと」（2021年8月30日） - 内田美晴 役[91]
- ヒルナンデス!（2019年8月15日、日本テレビ）
- 逃走中 こどもの日4時間SP 新ゲームを攻略せよ!（2021年5月5日、フジテレビ）[92]
- スッキリ（2021年6月7日、日本テレビ）
- ZIP!（2021年6月15日、日本テレビ）
- おはスタ（2021年7月8日、テレビ東京）[93]
- 土曜ブレイク「ザ☆HIRAMEKI」（2021年7月10日、TBS）[94]
- 明石家紅白!（2021年7月10日、NHK総合）[95]
- 踊る!さんま御殿!!（2021年8月17日・12月28日、日本テレビ）[96][97]
- 出川哲朗のクイズほぉ〜スクール（2022年7月4日・2024年3月4日、NHK Eテレ）
- うちむら見える化TV（2022年7月26日、テレビ東京）

### 音楽番組
- ミュージックフェア（2021年6月26日、フジテレビ）[98]

### その他
- おはなしのくに（2023年、NHK Eテレ） - 「三びきのくま」語り手[99]
- NHKスペシャル「恐竜超世界2（前編・後編）」（2023年、NHK総合） - ハルカ 役[100][101]
- 研音創立45周年ニッポン放送開局70周年記念ラジオ番組 KEN RADIO（2024年2月17日、ニッポン放送）

### CM
- 公文式「くもんしつもん」・「まず、ことば」篇
- 大東建託「みんなの想い」篇
- パナソニック エア・コンディショナー「イマドキのエアコン」篇
- 花王 リセッシュ「まくら投げ」篇
- カルピス「つくるって、いいね！ソーダ割り」篇
- ヤマサ まる生ぽん酢「今年のまる生は」・肉鍋つゆ「肉鍋くん」篇[102]
- 絢香 オリジナルアルバム「30 y/o」365ver/カラフル!!ver/あいことばver
- トヨタ自動車「ルーミー」（2020年9月 - ）[103]
- 沖縄電力（2023年7月 - ）[104]
- 味の素 Cook Do「回鍋肉用・青椒肉絲用 米が止まらん」篇（2024年6月 - ）[105]
- ヤマハ PAS通学モデル「私たちのエネルギーは青春のためにある。」篇[106]

### ミュージックビデオ
- Every Little Thing「KIRA KIRA」（2015年、CDジャケット写真含む）[107]
- イメージの詩（2021年）[108]

## 書籍

### 雑誌連載
- LUCA（ダクト）モデル
- Chronos Femme No.67（2023年）
- nicola専属モデル（2024年-）